# Walter Veltroni
Valter "Walter" Veltroni (Roma, 3 de juliol de 1955) és un polític itàlia. Va començar la seva carrera política en les Files de la Federació Juvenil Comunista Italiana. El 1976 va ser triat regidor de Roma per les llistes del Partit Comunista Italià. Va deixar el càrrec el 1981, convertir-se en 1987 diputat nacional. Un any després va entrar en el Comitè Nacional del PCI, al qual es mostra a favor de dissoldre el partit per refundar el Partit Democràtic de l'Esquerra que posteriorment es convertiria en Demòcrates d'Esquerra. Contínua en els òrgans de direcció dels Nous Partits i el 1996, Després de la victòria Romano Prodi en les eleccions generals, es converteix en vicepresident del Consell de Ministres i titular del Ministeri dels Béns i les Activitats Culturals. Abandona el ministeri en 1998, Després de la caiguda del govern Prodi, concentrant-se en el seu partit.
Fins al febrer de 2008 va ser alcalde de Roma, càrrec en el qual va ser elegit per primera vegada el 2001 i reelegit en 2006 amb el 61% dels vots enfront del 37% de Gianni Alemanno; i en este tiempo va tenir como colaboradora Marianna Madia, política i ministra en el govierno de Matteo Renzi. De 1998 a 2001 Va ser el secretari nacional de Demòcrates d'Esquerra. Com va ser elegit el nou líder del  Partit Democràtic, Formació que va intentar aglutinar al centreesquerra italià. Més de tres milions de persones van participar en les primàries i Veltroni va obtenir el 76% dels vots. Amb un 13% de vots va quedar en segon lloc, Rosy Bindi. La seva candidatura a les Eleccions Generals de 2008 va obtenir un 33,17% dels vots (sumant els vots de l'aliat extern Antonio di Pietro va arribar al 37,54%), cosa que no va impedir la majoria absoluta de la coalició presidida per Silvio Berlusconi, que va arribar al 37,39% (46,81% sumant-hi la Lliga Nord). El 17 de febrer de 2009, després de les Eleccions Regionals celebrades a Sardenya, Veltroni va presentar la dimissió irrevocable com a secretari general del  Partit Democràtic, sent substituït provisionalment pel vicesecretari, Darío Franceschini.

## Reconeixements honorífics
- Oficial de la Legió d'Honor, atorgada pel president Jacques Chirac, París, França, maig de 2000.

- Cavaller de Gran Creu, atorgat per iniciativa del president de la República Italiana, Roma 21 de desembre de 2005.